# Marieke Sanders-Ten Holte
Marieke Sanders-Ten Holte (n. 7 noiembrie 1941, Assen, Drenthe, Țările de Jos) este un om politic neerlandez, membru al Parlamentului European în perioada 1999-2004 din partea Țărilor de Jos. 
1. ↑  Deputații în Parlamentul European